# Buttons (film)
 (juin 2019).
Si vous disposez d'ouvrages ou d'articles de référence ou si vous connaissez des sites web de qualité traitant du thème abordé ici, merci de compléter l'article en donnant les références utiles à sa vérifiabilité et en les liant à la section « Notes et références ».
Cet article concerne le film. Pour la chanson, voir Buttons.
Pour plus de détails, voir Fiche technique et Distribution.
Buttons est un film musical américain écrit et réalisé par Tim Janis, sorti en 2018. Il s'agit de la deuxième collaboration entre Angela Lansbury et Dick Van Dyke qui se retrouvent après Le Retour de Mary Poppins.

## Synopsis
Le film raporte le parcours de deux orphelines dont le seul souhait est de trouver un foyer pour Noël. Avec un peu d'aide de leurs anges gardiens (Dick Van Dyke et Angela Lansbury), elles découvrent que des miracles peuvent se produire quand on y croit.

## Fiche technique
- Titre original : Buttons : A Christmas Tale
- Titre français : Buttons et le pouvoir des rêves
- Réalisation : Tim Janis
- Assistant-réalisateur : Chris Clancy, Ezra Lunel
- Costumes : Paul Bell
- Société(s) de production : Fathom Events
- Pays d’origine :  États-Unis
- Langue originale : anglais américain
- Format : couleur
- Genre : drame
- Durée : 115 minutes
- Dates de sortie :
  - États-Unis : 8 décembre 2018

## Distribution
- Alivia Clark : Annabelle Buttons
- Angela Lansbury : Rose, un ange gardien
- Dick Van Dyke : l'ange gardien d’Annabelle
- Jane Seymour : Mrs. Browning
- Roma Downey
- Julia Burrows : Sarah
- Jonathan Rayson : Dr Lewis
- McClairen Eisenhour : Mill Worker
- Paul Greene
- Katie McGrath
- Noelle E Parker : Emily
- Kate Winslet : narratrice
- Robert Redfford : narrateur
- Tom Rhoads : Mr Jonhson
- Chloe Perrin : une enfant